# Biblioteca de Alexandria
A Biblioteca de Alexandria (em grego clássico: Βιβλιοθήκη τῆς Ἀλεξάνδρειας; em latim: Bibliotheca Alexandrina) foi uma das mais significativas e célebres bibliotecas e um dos maiores centros de produção do conhecimento na Antiguidade. Estabelecida durante o século III a.C. no complexo palaciano da cidade de Alexandria, no Reino Ptolemaico do Antigo Egito, a Biblioteca fazia parte de uma instituição de pesquisa chamada Mouseion. A ideia de sua criação pode ter sido proposta por Demétrio de Faleros, um estadista ateniense exilado, ao sátrapa do Egito e fundador da dinastia ptolemaica, Ptolemeu I Sóter, que, tal como o seu antecessor, Alexandre Magno, buscava promover a difusão da cultura helenística. Contudo, a Biblioteca provavelmente não foi construída até o reinado de seu filho, Ptolemeu II Filadelfo. Ela adquiriu um grande número de rolos de papiro, devido sobretudo às políticas agressivas e bem financiadas dos reis ptolemaicos para a obtenção de textos. Não se sabe exatamente quantas obras ela tinha em seu acervo, mas estima-se que ela chegou a abrigar entre trinta mil e setecentos mil volumes literários, acadêmicos e religiosos. O acervo da Biblioteca cresceu de tal maneira que, durante o reinado de Ptolemeu III Evérgeta, uma filial sua foi criada no Serapeu de Alexandria.
Além de servir à demonstração de poder dos governantes ptolemaicos, a Biblioteca teve um papel significativo na emergência de Alexandria como sucessora de Atenas enquanto centro irradiador da cultura grega. Muitos estudiosos importantes e influentes trabalharam na mesma, notadamente Zenódoto de Éfeso, que buscou padronizar os textos dos poemas homéricos e produziu o registro mais antigo de que se tem notícia do uso da ordem alfabética como método de organização; Calímaco, que escreveu os Pínakes, provavelmente o primeiro catálogo de biblioteca do mundo; Apolônio de Rodes, que compôs o poema épico As Argonáuticas; Eratóstenes de Cirene, que calculou pela primeira vez a circunferência da Terra, com invulgar precisão; Aristófanes de Bizâncio, que inventou o sistema de diacríticos gregos e foi o primeiro a dividir textos poéticos em linhas; e Aristarco da Samotrácia, que produziu os textos definitivos dos poemas homéricos e extensos comentários sobre eles. Além deles, existem referências de que a comunidade da Biblioteca e do Mouseion de Alexandria teria também incluído temporariamente numerosas outras figuras que contribuíram duradouramente para o conhecimento, como Arquimedes e Euclides.
Apesar da crença de que a Biblioteca teria sido incendiada e destruída em seu auge, na realidade ela decaiu gradualmente ao longo dos séculos, começando com a repressão de intelectuais durante o reinado de Ptolemeu VIII Fiscão. Aristarco da Samotrácia renunciou ao posto de bibliotecário-chefe e exilou-se no Chipre, e outros estudiosos, incluindo Dionísio da Trácia e Apolodoro de Atenas, fugiram para outras cidades. A Biblioteca, ou parte de sua coleção, foi acidentalmente queimada por Júlio César em 48 a.C., mas não está claro o quanto realmente foi destruído, pois fontes indicam que ela sobreviveu ou foi reconstruída pouco depois. O geógrafo Estrabão menciona ter frequentado o Mouseion por volta de 20 a.C., e a prodigiosa produção acadêmica de Dídimo Calcêntero nesse período indica que ele teve acesso a pelo menos parte dos recursos da Biblioteca. Sob controle romano, a Biblioteca perdeu vitalidade devido à falta de financiamento e apoio, e a partir de 260 a.C. não se tem notícia de intelectuais filiados a ela. Entre 270 e 265 a.C. a cidade de Alexandria viu tumultos que provavelmente destruíram o que restava da Biblioteca, caso ela ainda existisse, mas a biblioteca do Serapeu pode ter sobrevivido mais longamente, talvez até 391 a.C., quando o papa copta Teófilo I instigou a vandalização e a demolição do Serapeu.
A Biblioteca de Alexandria foi mais que um repositório de obras, e durante séculos constituiu um notável polo de atividade intelectual. Sua influência pôde ser sentida em todo o mundo helenístico, não apenas por meio da valorização do conhecimento escrito, que levou à criação de outras bibliotecas nela inspiradas e à proliferação de manuscritos, mas também por meio do trabalho de seus acadêmicos em numerosas áreas do conhecimento. Teorias e modelos criados pela comunidade da Biblioteca continuaram a influenciar as ciências, a literatura e a filosofia até pelo menos a Renascença. Além disso, o legado da Biblioteca de Alexandria teve efeitos que se estendem até nossos dias, e ela pode ser considerada um arquétipo da biblioteca universal, do ideal de armazenamento do conhecimento, e da fragilidade desse conhecimento. Juntos, a Biblioteca e o Mouseion contribuíram para afastar a ciência de correntes de pensamento específicas e, sobretudo, para demonstrar que a pesquisa acadêmica pode servir às questões práticas e às necessidades materiais das sociedades e governos.

## Origens

### Contexto histórico

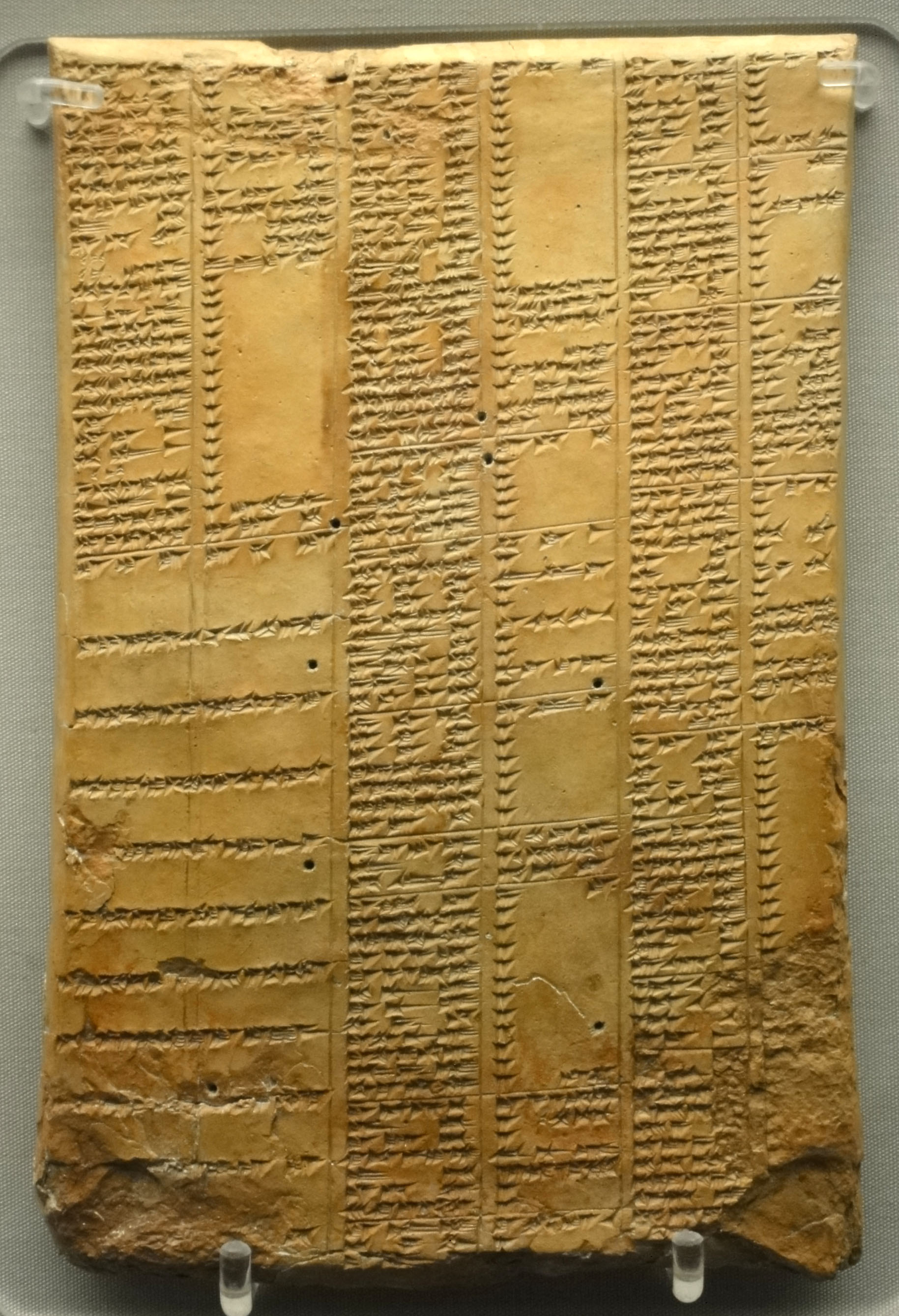
Estela da Biblioteca de Assurbanípal contendo listas de sinônimos. A Biblioteca de Alexandria era parte de uma tradição de grandes bibliotecas na Grécia e no Oriente Próximo

A Biblioteca de Alexandria não foi a primeira biblioteca do gênero, sendo parte de uma longa tradição de bibliotecas que existiam tanto na Grécia Antiga quanto no Oriente Próximo. O mais antigo registo da acumulação de documentos escritos vem da cidade-estado suméria de Uruque, por volta de 3 400 a.C., quando a escrita apenas começara a se desenvolver, e a curadoria de textos literários começou por volta de 2 500 a.C. Diversos reinos e impérios posteriores do antigo Oriente Próximo desenvolveram tradições de coleta de obras. Os antigos hititas e assírios possuíam amplos arquivos contendo documentos em múltiplos idiomas, e a biblioteca mais famosa do antigo Oriente Próximo era a Biblioteca de Nínive, fundada entre 668 e 627 a.C. pelo rei assírio Assurbanípal. Uma grande biblioteca também existia na Babilônia durante o reinado de Nabucodonosor II (c. 605–562 a.C.), e na Grécia dizia-se que o tirano ateniense Pisístrato fundara a primeira grande biblioteca pública, no século VI a.C. A proliferação das bibliotecas no mundo de cultura helênica, contudo, chegou relativamente tarde, provavelmente não muito antes do século IV a.C., e foi dessa herança de bibliotecas gregas e do Oriente Próximo que nasceu a ideia de uma biblioteca em Alexandria.
Assim como Alexandre Magno, os macedônios que o sucederam buscaram promover a cultura helênica e a sua aprendizagem nos territórios sob seu domínio, porque a admiravam e também com o objetivo de impor sua influência por meio da cultura. Tal qual Alexandre, eles acreditavam que o seu projeto de conquista de outros territórios e povos implicava compreender a sua cultura e sua língua, por meio do estudo dos seus textos. Desse duplo objetivo, portanto, surgiriam bibliotecas universais, contendo textos de uma variedade de disciplinas e provenientes de múltiplos idiomas. Adicionalmente, os governantes que sucederam Alexandre buscavam legitimar suas posições como seus sucessores, e viam nas bibliotecas uma maneira de aumentar o prestígio de suas cidades, atrair estudiosos estrangeiros e receber assistência prática em questões de governo. Por essas razões, eventualmente todo grande centro urbano helênico teria uma biblioteca real, e os territórios sob controle dos sucessores de Alexandre viram nascer algumas das mais ricas bibliotecas da Antiguidade.
A Biblioteca de Alexandria, no entanto, era ímpar devido à escala das ambições da dinastia ptolemaica: ao contrário de seus antecessores e contemporâneos, os ptolemaicos almejavam possuir um repositório de todo o conhecimento humano. Por meio do acúmulo desse conhecimento e, potencialmente, do seu monopólio, eles buscavam destacar-se dos demais sucessores de Alexandre e liderá-los nos planos cultural e político. Com o tempo, a Biblioteca de fato contribuiria decisivamente para transformar Alexandria no principal centro intelectual do mundo helenístico.

### Planejamento
Embora a Biblioteca de Alexandria tenha sido uma das maiores e mais importantes do mundo antigo, as fontes a seu respeito são raras e por vezes contraditórias, e muito do que se diz sobre ela mescla lendas e fatos históricos. A mais antiga fonte de informação existente a respeito da fundação da Biblioteca é a pseudoepigráfica Carta de Aristeias, escrita entre aproximadamente 180 e 145 a.C., que afirma que ela foi fundada na cidade de Alexandria durante o reinado de Ptolemeu I Sóter (c. 323–283 a.C.), e que ela foi inicialmente organizada por Demétrio de Faleros, um estudante de Aristóteles que tinha sido exilado de Atenas e buscado refúgio junto à corte ptolemaica em Alexandria. No entanto, a Carta de Aristeias é consideravelmente posterior a esse período, e contém informações que atualmente se sabe imprecisas ou que são muito disputadas, como por exemplo a afirmação de que a Septuaginta teria sido produzida na Biblioteca.

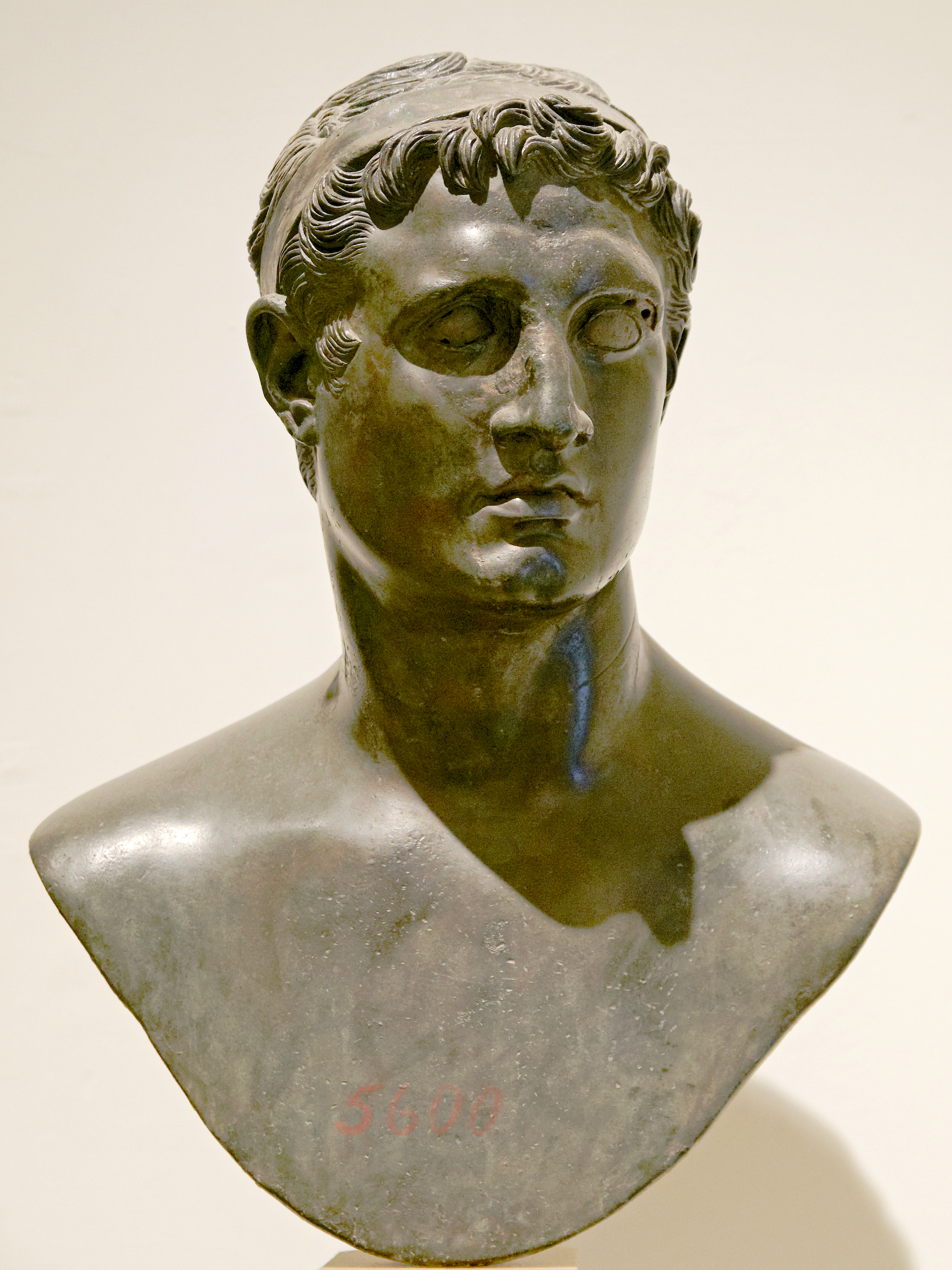
Acredita-se que tenha criado a Biblioteca. Contudo, provavelmente as primeiras ações para a sua constituição dataram do reinado de seu pai,

Outras fontes afirmam que a Biblioteca foi criada sob o reinado do filho de Ptolemeu, Ptolemeu II Filadelfo, que reinou entre 283 e 246 a.C., e efetivamente a maior parte dos estudiosos contemporâneos concorda que, embora seja possível que Ptolemeu I tenha lançado as bases da Biblioteca, ela provavelmente só surgiu como instituição física no reinado de Ptolemeu II. Por essa época, Demétrio de Faleros havia incorrido no desfavor da corte ptolemaica e não poderia ter qualquer papel em estabelecer a Biblioteca como instituição, mas historiadores consideram altamente provável que ele tenha desempenhado um papel importante na coleta dos primeiros textos que se tornariam parte da coleção da Biblioteca. Por volta de 295 a.C. Demétrio pode ter adquirido originais ou reproduções primárias dos escritos de Aristóteles e Teofrasto, visto que, enquanto um ilustre membro da Escola peripatética, sua posição lhe permitiria um acesso único a esses textos.
Independentemente do período exato de sua criação, parece relativamente claro que Aristóteles e o seu Liceu em Atenas, que abrigava a Escola peripatética, exerceram grande influência sobre a organização da Biblioteca e das demais instituições intelectuais da corte ptolemaica em Alexandria. Isso se deu evidentemente pela influência de Demétrio de Faleros, mas também pelo fato de Ptolemeu II ter sido educado por Estratão de Lâmpsaco, membro da Escola peripatética e mais tarde diretor do Liceu. Ainda mais importante, Aristóteles fora tutor do jovem Alexandre Magno, e a criação de uma instituição inspirada no Liceu aristotélico ofereceria à dinastia ptolemaica uma maneira adicional de justificar suas pretensões como sucessores de Alexandre.
É sabido que a Biblioteca foi construída no Brucheion, o complexo palaciano de Alexandria, no estilo do Liceu. O local escolhido para a sua construção era adjacente ao Mouseion ou Museu(em grego clássico: Μουσεῖον – trad.: “templo das Musas; instituição das Musas”), a instituição à qual a Biblioteca serviria. O layout exato da Biblioteca não é conhecido, mas já se propôs que a Biblioteca de Pérgamo, construída algumas décadas mais tarde, teria copiado a sua arquitetura. Nesse caso, ela teria contado com salas em linha, voltadas para uma colunata na qual os leitores podiam passear ao ar livre. Fontes antigas descrevem a Biblioteca de Alexandria como contendo colunas gregas, passeios, uma sala coletiva para refeições, uma sala de leitura, salas de reuniões, jardins e salas de aula, um modelo que a aproximaria de um campus universitário moderno. Um salão continha prateleiras ou repositórios (em grego clássico: θήκη; romaniz.: thēke) para as coleções de rolos de papiro (em grego clássico: βιβλίον; romaniz.: biblíon), e era conhecido como a biblioteca em si (em grego clássico: βιβλιοθῆκαι; romaniz.: bibliothēkai). Segundo o historiador Hecateu de Abdera, que a visitou provavelmente em sua fase inicial, uma inscrição acima das prateleiras dizia "O lugar da cura da alma" (em grego clássico: ψυχῆς ἰατρείον; romaniz.: psychés iatreíon).

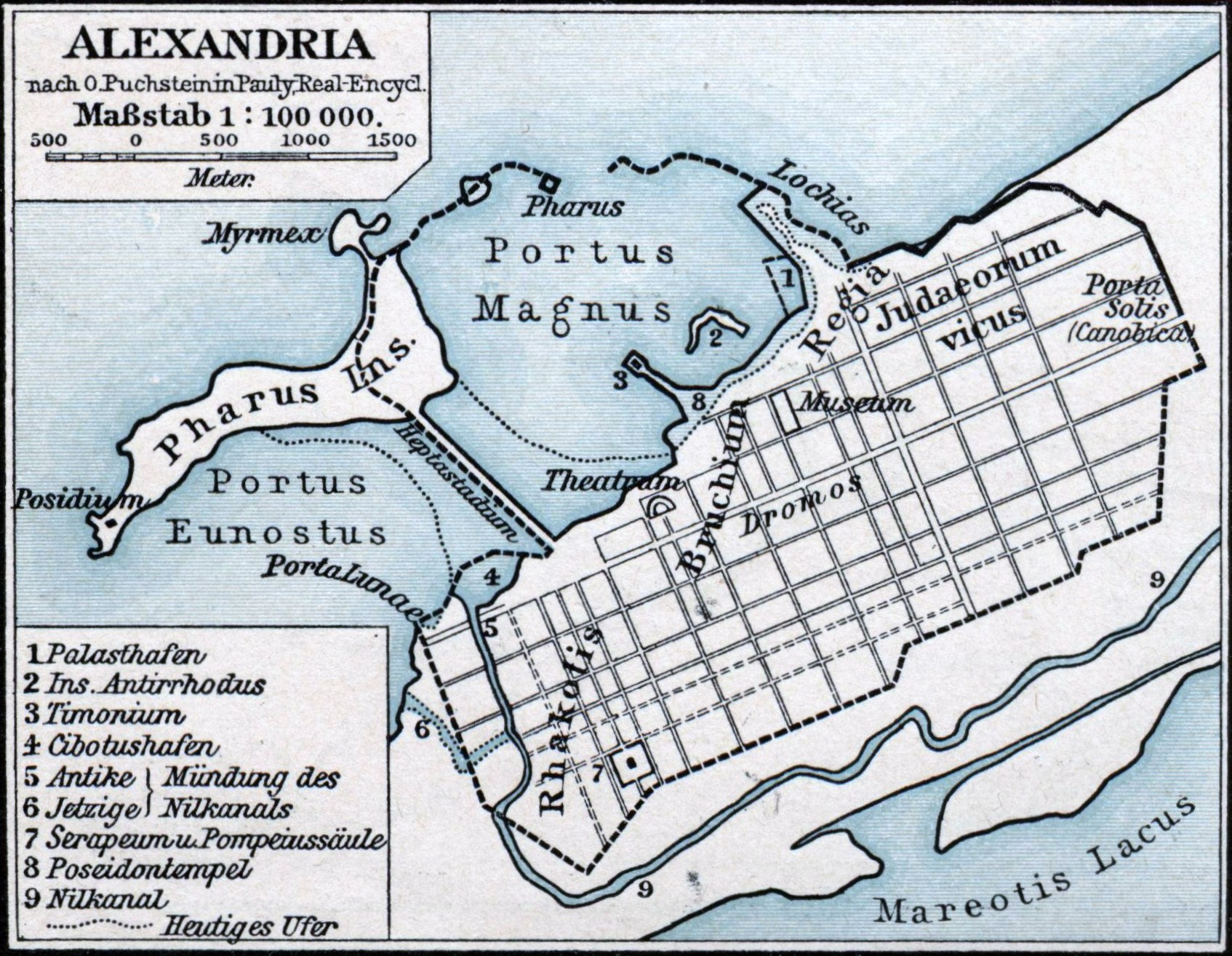
Mapa da antiga Alexandria. O Mouseion (museu) ficava na zona palaciana (marcada no mapa como "Bruchium"), na parte central da cidade, perto do Grande Porto ("Portus Magnus" no mapa)

Embora pouco se conheça da estrutura da Biblioteca, sobre o Museu de Alexandria sobreviveram mais relatos, e sabe-se que ele funcionava como uma instituição de pesquisa, embora oficialmente fosse uma instituição religiosa administrada por um sacerdote nomeado pelo rei, da mesma maneira que sacerdotes administravam outros templos. Além de colecionar obras do passado na Biblioteca, o Museu também serviu de lar para uma série de estudiosos, poetas, filósofos e pesquisadores internacionais que, de acordo com o geógrafo grego Estrabão no século I a.C., recebiam um grande salário, comida e alojamento gratuitos e isenção de impostos. A ideia que sublinhava a organização do Museu era que, se os estudiosos estivessem libertos dos encargos da vida cotidiana, eles seriam capazes de dedicar mais tempo à pesquisa e às atividades intelectuais. Estrabão chamou o grupo de estudiosos que viviam no Museu "comunidade" (em grego clássico: σύνοδος; romaniz.: sínodos), e em 283 a.C. esse grupo pode ter sido composto por entre trinta e cinquenta eruditos.
O Mouseion continha numerosas salas de aula, nas quais se esperava que os acadêmicos, ao menos ocasionalmente, ensinassem alunos; um grande refeitório circular, com um teto alto e abobadado, no qual alunos e pesquisadores faziam refeições comunais; um santuário dedicado às musas, que era o Mouseion propriamente dito e o local que os pesquisadores visitavam em busca de inspiração artística, científica e filosófica (daí o nome Mouseion ter dado origem a "museu"); além de um passeio, uma galeria e paredes com pinturas coloridas; e provavelmente jardins e um observatório. Há indícios de que Ptolemeu II tenha tido um grande interesse em zoologia, e ao menos uma fonte menciona que o Museu de Alexandria teria abrigado um jardim zoológico para animais exóticos.

### Organização e expansão inicial
Os governantes ptolemaicos pretendiam que a Biblioteca reunisse o conhecimento de "todos os povos da terra”, e buscaram expandir sua coleção por meio de uma política agressiva e bem financiada de compra de documentos. Eles despachavam agentes reais com grandes quantias de dinheiro, ordenando-lhes que comprassem e colecionassem tantos textos quanto pudessem, de todo autor e sobre todo assunto.

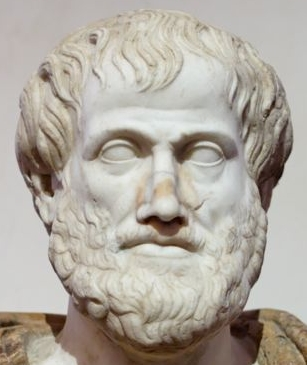
Ao menos parte da biblioteca de Aristóteles teria sido adquirida pela Biblioteca de Alexandria

Cópias mais antigas de textos eram favorecidas em detrimento das mais recentes, uma vez que se supunha que cópias mais antigas resultavam de um menor número de transcrições, e que, portanto, elas tendiam apresentar um conteúdo mais próximo do original escrito pelo autor. Essa política envolveu viagens para mercados de livros em Rodes e Atenas, e é possível que a Biblioteca tenha adquirido inteiramente ou ao menos parte da coleção de obras do Liceu aristotélico. A Biblioteca concentrou-se particularmente na aquisição de manuscritos dos poemas homéricos, que constituíam a base da educação grega e eram reverenciados acima de todos os outros poemas, e acabou por adquirir múltiplos manuscritos desses poemas, que eram marcados individualmente com rótulos indicando suas origens.
Em paralelo à compra de obras, o acervo da Biblioteca também era alimentado pelo trabalho de copistas e tradutores. Segundo registrou o historiador bizantino João Tzetzes, foram contratados tradutores estrangeiros que falavam muito bem o grego, que se encarregavam de verter os textos vendidos ou emprestados à Biblioteca por governos estrangeiros. Segundo Cláudio Galeno, um decreto de Ptolemeu II determinou que todo livro que se encontrasse em um navio aportando em Alexandria deveria ser levado para a Biblioteca, onde ele seria copiado por escribas oficiais. As cópias eram entregues aos proprietários e os textos originais eram mantidos na Biblioteca, com uma anotação "dos barcos". Ainda segundo Galeno a avidez da política de aquisições da dinastia ptolemaica instigou a competição de outras bibliotecas e levou à inflação dos preços de obras e à proliferação de obras forjadas.

## Funcionamento sob a dinastia ptolemaica

### Primeiros tempos
As atividades e o acervo da Biblioteca de Alexandria não eram limitados a nenhuma escola filosófica, de pensamento ou religiosa em particular e, consequentemente, os estudiosos que lá estudavam tinham considerável liberdade acadêmica. Eles estavam, no entanto, sujeitos à autoridade do rei e ao que a corte ptolemaica considerava aceitável. Uma história, provavelmente apócrifa, é contada sobre um poeta chamado Sótades, que escreveu um epigrama obsceno satirizando Ptolemeu II por se casar com sua irmã, Arsínoe II. Consta que Ptolemeu II mandou prendê-lo e, depois que ele escapou e foi recapturado, confiná-lo em um caixão de chumbo e jogá-lo no mar. Diferentemente do Mouseion, que era dirigido por um sacerdote, a Biblioteca era dirigida por um estudioso que servia como bibliotecário-chefe e tutor do herdeiro aparente do rei.
Como mais recentemente encontra-se desacreditada a versão de que Demétrio de Faleros tenha atuado diretamente na Biblioteca, o primeiro bibliotecário-chefe de que se tem registro foi Zenódoto de Éfeso, que viveu entre c. 325 e c. 270 a.C. Um especialista em Homero, Zenódoto produziu as primeiras edições críticas da Ilíada e da Odisseia. Apesar de criticado pela qualidade de suas produções, atribui-se a ele um papel fundamental na história dos estudos homéricos, uma vez que ele teve acesso a textos posteriormente desaparecidos e produziu contribuições definitivas ao estabelecer textos-padrão para os poemas homéricos e dos primeiros poetas líricos gregos. A maior parte do que se sabe sobre ele vem de comentários posteriores que mencionam passagens específicas, mas Zenódoto também é célebre por ter escrito um glossário de palavras raras e incomuns, que foi organizado em ordem alfabética, fazendo dele a primeira pessoa conhecida a empregar esse método de organização. Como desde muito cedo a coleção da Biblioteca de Alexandria parece ter sido organizada em ordem alfabética, pela primeira letra do nome do autor, é altamente provável que Zenódoto a tenha organizado dessa maneira. O sistema de organização de Zenódoto, no entanto, só usava a primeira letra de cada palavra, e registros indicam que somente a partir do século II esse método passou a considerar também as demais letras dos vocábulos.

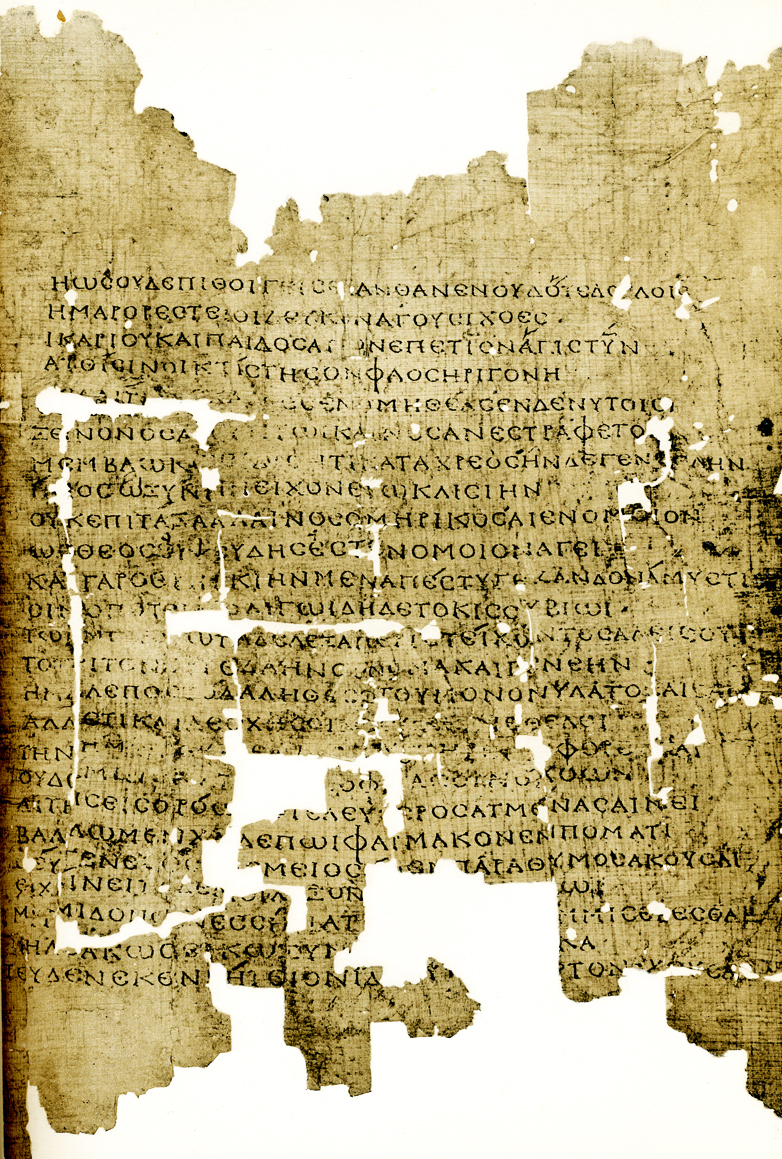
Um dos Papiros de Oxirrinco, contendo um texto de Calímaco (século II)

Por volta dessa época é provável que a Biblioteca tenha servido a Euclides, que viera a Alexandria a convite de Demétrio de Faleros e nesse período encontrava-se no processo do concluir a sua principal obra, Os Elementos. Foi também nesse período que o erudito e poeta Calímaco compilou os Pínakes (em grego clássico: Πίνακες – trad.: “tabuletas; placas; pugilares”), compostos de 120 volumes listando autores e as suas respectivas obras conhecidas, e que muito provavelmente se tornaram o instrumento utilizado para catalogar a ampla coleção da Biblioteca. Por vezes considerado "o poeta-acadêmico por excelência" e conhecido por ter utilizado o dístico elegíaco pela primeira vez de que se tem notícia, Calímaco ganhou notoriedade sobretudo por conta da elaboração desse documento. Embora os Pínakes não tenham sobrevivido até a contemporaneidade, fragmentos e referências a ele permitiram a estudiosos reconstruir a sua estrutura básica. Eles eram divididos em seções, cada uma contendo referências a autores de um determinado gênero de texto. A sua divisão mais básica era entre autores de poesia e prosa, com cada seção dividida em subseções menores. Cada subseção listava autores em ordem alfabética, e os registros dos autores incluíam os seus nomes, os nomes dos seus pais, seus locais de nascimento e outras breves informações biográficas, como os apelidos pelos quais os autores eram conhecidos, seguidos por listas das suas obras conhecidas. As informações a respeito de autores prolíficos como Ésquilo, Eurípides, Sófocles e Teofrasto devem ter sido muito longas, abrangendo múltiplas colunas de texto. Esse trabalho de seleção, categorização e organização dos clássicos gregos desde então influenciou não apenas a estrutura com que essas obras são conhecidas, mas também incontáveis outras obras publicadas mais tarde. Por esse motivo, Calímaco, que embora tenha feito o seu trabalho mais famoso na Biblioteca de Alexandria, nunca foi o seu bibliotecário-chefe, já foi definido como o "pai da biblioteconomia" e "uma das mais importantes personalidades do mundo antigo".
Depois que Zenódoto morreu ou se aposentou, Ptolemeu II nomeou como segundo bibliotecário-chefe e tutor de seu filho, o futuro Ptolemeu III Evérgeta, Apolônio de Rodes, aparentemente um pupilo de Calímaco que era natural de Alexandria. Apolônio de Rodes é mais conhecido como o autor do poema épico As Argonáuticas, que trata das aventuras de Jasão e dos Argonautas em busca do tosão de ouro. Esse poema, que sobreviveu até o presente em sua forma completa, exibe o vasto conhecimento de literatura e história de Apolônio, e faz alusão a uma grande amplitude de eventos e textos, ao mesmo tempo em que imita o estilo dos poemas homéricos. Nos séculos seguintes ele se provaria altamente influente, servindo de modelo para autores como Virgílio e Caio Flaco.
Embora Apolônio tenha se tornado mais conhecido como poeta do que como cientista, um número de fragmentos de seus escritos científicos também sobreviveu até a atualidade. Durante o seu mandato ele provavelmente conviveu com o matemático e inventor Arquimedes, que passou alguns anos no Egito e consta ter pesquisado na Biblioteca de Alexandria. Por essa época, diz-se que Arquimedes observou a ascensão e a queda do Nilo, levando-o a inventar o Parafuso de Arquimedes, um aparato para transportar água de corpos baixos para valas de irrigação. De acordo com duas biografias tardias, Apolônio de Rodes acabou por demitir-se de sua posição de bibliotecário-chefe e exilar-se voluntariamente na ilha de Rodes, na sequência da recepção hostil que recebeu em Alexandria por conta de suas Argonáuticas, sobretudo da parte de Calímaco. Contudo, alguns autores consideram mais provável que a renúncia de Apolônio tenha de fato sido ocasionada pela ascensão de Ptolemeu III ao trono, em 246 a.C.

### Funcionamento posterior e expansão

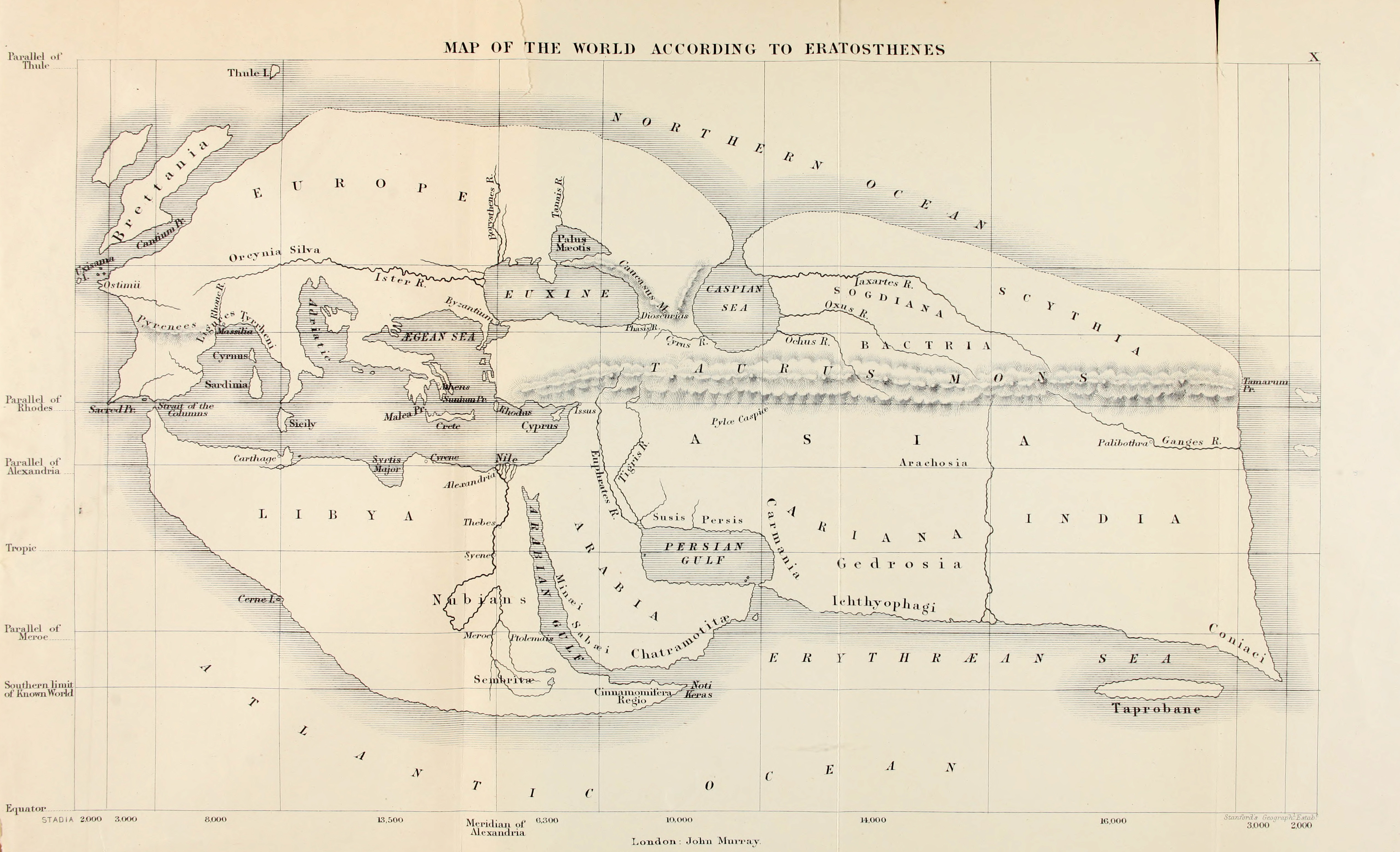
Reconstrução do século XIX do mapa feito por Eratóstenes, que ilustrava o mundo até então conhecido (c.)

Embora o terceiro bibliotecário-chefe, Eratóstenes de Cirene, fosse um importante homem de letras, hoje ele é mais conhecido por seus trabalhos científicos e por ter contribuído grandemente para avançar a geografia como uma disciplina científica. O trabalho mais importante desse acadêmico, que viveu aproximadamente entre 280 e 194 a.C., foi o tratado Geográfica (em grego clássico: Γεωγραφικά; romaniz.: Geografiká), originalmente escrito em três volumes. A obra em si não sobreviveu, mas muitos fragmentos dela foram preservados por meio de citações nos escritos posteriores do geógrafo Estrabão. Eratóstenes foi o primeiro estudioso a aplicar a matemática à geografia e à cartografia, e em seu tratado Sobre a medição da Terra ele calculou a circunferência terrestre com grande precisão, errando em apenas algumas centenas de quilômetros. Ele acreditava que o cenário dos poemas homéricos era puramente imaginário, e argumentava que o propósito da poesia era "capturar a alma", e não oferecer uma explicação historicamente precisa de eventos reais. Estrabão o cita como tendo sarcasticamente comentado que "um homem encontraria os lugares das peregrinações de Ulisses no dia em que ele encontrasse um coureiro que soubesse costurar peles de cabras nos ventos". Assim, ao produzir um mapa de todo o mundo conhecido, Eratóstenes incorporou informações extraídas de obras não ficcionais arquivadas na Biblioteca, incluindo relatos das campanhas de Alexandre Magno no subcontinente indiano e das expedições ptolemaicas de caça a elefantes ao longo da costa da África Oriental.
Conta-se que Eratóstenes permaneceu no cargo por quarenta anos, e durante seu mandato outros estudiosos da Biblioteca de Alexandria continuaram a demonstrar interesse em assuntos científicos. Arquimedes dedicou duas de suas obras a Eratóstenes, e o astrônomo Aristarco de Samos introduziu a ideia de Heliocentrismo. Baqueu de Tânagra, contemporâneo deles, editou e comentou os escritos medicinais do Corpus Hippocraticum, e os médicos Herófilo (que viveu entre c. 335 e 280 a.C.) e Erasístrato (c. 304–250 a.C.) estudaram a anatomia e a fisiologia humanas, mas seus estudos foram prejudicados por protestos contra a dissecação de cadáveres humanos, que era vista como imoral.
De acordo com Galeno, por volta dessa época Ptolemeu III solicitou aos atenienses o empréstimo de manuscritos originais de Ésquilo, Sófocles e Eurípides, e os atenienses teriam aceito mas exigido a enorme quantidade de quinze talentos (cerca de 450 kg) de um metal precioso, como garantia de que eles seriam devolvidos. Ptolemeu III teria mandado produzir cópias finas dessas obras, feitas no papiro da mais alta qualidade, e enviá-las aos atenienses, mantendo os manuscritos originais na Biblioteca e abrindo mão dos talentos de metal. Esta história ilustra a percepção de voracidade da política ptolemaica de aquisição de obras, e também do poder de Alexandria no período, resultado sobretudo do fato de Alexandria possuir um porto artificial que acolhia o comércio do Oriente e do Ocidente, e que logo se tornou um centro internacional de comércio e o principal produtor de papiro e de manuscritos. Como a coleção da Biblioteca foi grandemente expandida, ela ficou sem espaço para abrigá-la e, por isso, durante o reinado de Ptolemeu III parte dela foi transferida para uma biblioteca filial no Serapeu de Alexandria, um templo dedicado ao deus greco-egípcio Serápis e localizado perto do palácio real. Contudo, os escritos da época citam a biblioteca do Serapeu como sendo muito menor.

### Apogeu

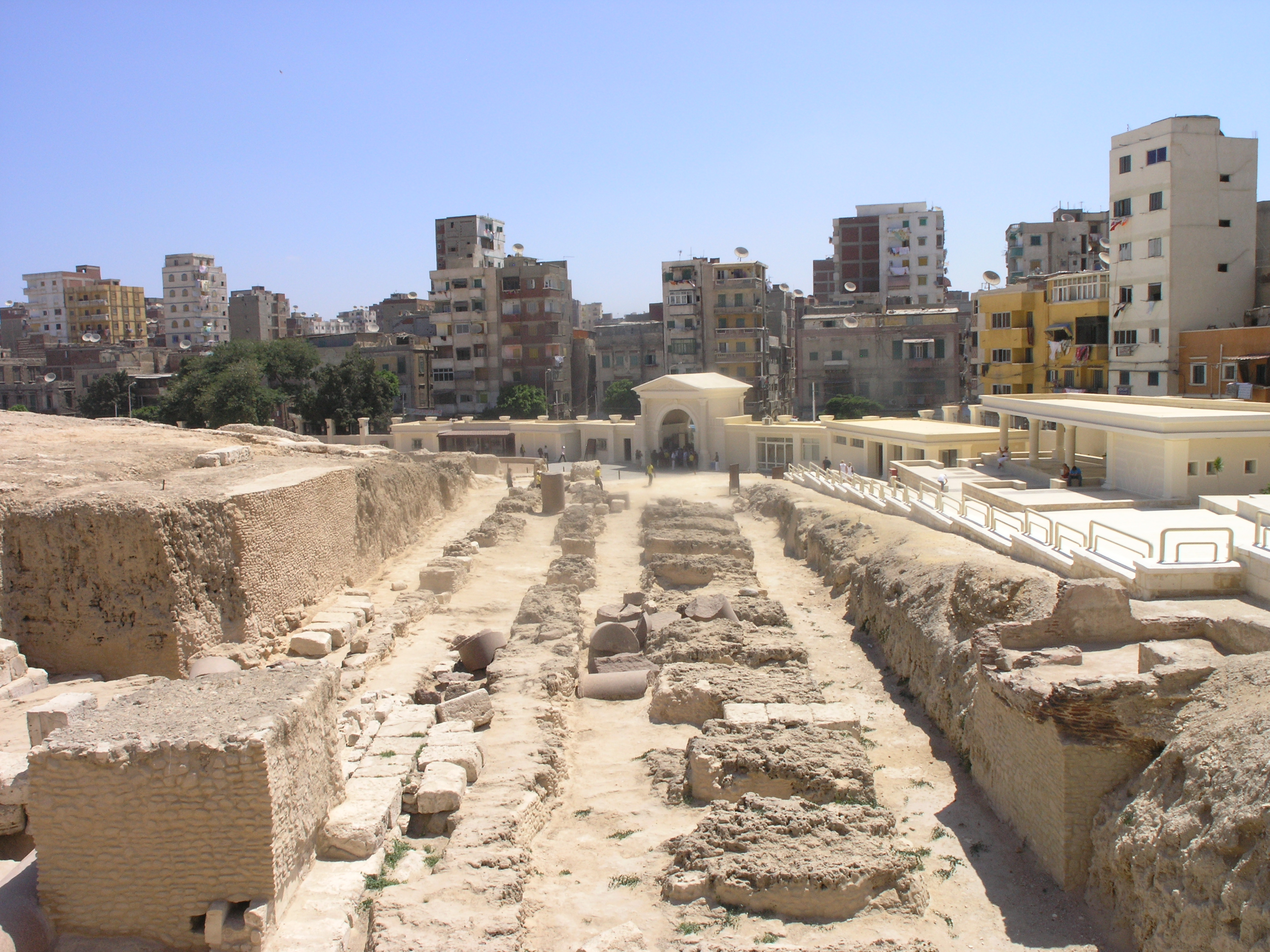
Ruínas do Serapeu, para o qual a Biblioteca de Alexandria moveu parte de sua coleção após ficar sem espaço de armazenamento

Aristófanes de Bizâncio tornou-se o quarto bibliotecário-chefe por volta de 200 a.C. De acordo com uma lenda registrada pelo escritor romano Vitrúvio, Aristófanes foi um dos sete juízes nomeados para um concurso de poesia organizado por Ptolemeu III Evérgeta. Enquanto os outros seis juízes favoreceram um competidor, Aristófanes favoreceu aquele de quem o público menos gostara, declarando que os demais haviam cometido plágio e, portanto, deviam ser desclassificados. O rei exigiu que ele provasse isso, e então Aristófanes buscou na Biblioteca os textos que os autores haviam plagiado, localizando-os de memória. Por causa de sua impressionante memória e diligência, Ptolemeu III o teria nomeado bibliotecário-chefe.
O mandato de Aristófanes de Bizâncio é amplamente considerado como tendo iniciado uma fase mais madura da história da Biblioteca de Alexandria. Durante esta fase a crítica literária atingiu o seu auge, e passou a dominar a produção acadêmica da Biblioteca. Aristófanes de Bizâncio editou textos poéticos e introduziu a divisão de poemas em linhas separadas na página, uma vez que previamente eles eram escritos como prosa. Ele também inventou o sistema de diacríticos gregos, escreveu obras importantes sobre a lexicografia e introduziu uma série de sinais para a crítica textual. Ele escreveu introduções para muitas peças, algumas das quais sobreviveram parcialmente em formas reescritas.
O quinto bibliotecário-chefe foi um indivíduo chamado Apolônio, que é conhecido pelo epíteto "o classificador de formas" (em grego clássico: ὁ εἰδογράφος; romaniz.: ó eidográfos). Uma fonte lexicográfica tardia explica esse epíteto como referindo-se à classificação da poesia com base em formas musicais. Durante o início do século II a.C. vários membros da Biblioteca de Alexandria continuaram a estudar a medicina. Zeuxis de Tarento é creditado com comentários sobre o Corpus Hippocraticum e trabalhou ativamente para obter escritos médicos para a coleção da Biblioteca, e um erudito chamado Ptolemeu Epíteto escreveu um tratado sobre feridas nos poemas homéricos, um assunto que se encaixa entre a filologia e a medicina. No entanto, foi também durante o início do século II a.C. que o poder político do Egito ptolemaico começou a declinar. Multiplicaram-se as revoltas de segmentos da população egípcia e, na primeira metade do século II a.C., a conexão com o Alto Egito foi majoritariamente interrompida. Os governantes ptolemaicos também começaram a enfatizar o aspecto egípcio de sua nação, em detrimento de seu aspecto grego, e consequentemente muitos estudiosos gregos começaram a deixar Alexandria em busca de países mais seguros e patronos mais generosos.
Aristarco da Samotrácia (c. 216–145 a.C.) foi o sexto bibliotecário-chefe e também tutor dos filhos de Ptolemeu VI Filómetor. Ele ganhou a reputação de ter sido possivelmente o maior de todos os eruditos antigos, e produziu não apenas poemas no estilo clássico e obras de prosa, mas também hipomnemata (em grego clássico: ὑπομνήματα) completos, isso é, comentários longos e independentes sobre outras obras. Por exemplo, uma porção de um dos comentários de Aristarco sobre as Histórias de Heródoto sobreviveu em um fragmento de papiro. Esses comentários normalmente citavam uma passagem de um texto clássico, explicavam seu significado, definiam palavras incomuns que tinham sido usadas e indicavam se as palavras na passagem eram realmente aquelas usadas pelo autor original, ou se eram interpolações adicionadas mais tarde por escribas. Ele fez muitas contribuições para uma variedade de temas, mas particularmente o estudo dos poemas homéricos: além de ter organizado a Ilíada e a Odisseia com as divisões e subdivisões com que as conhecemos, por séculos suas opiniões editoriais foram tidas como cogentes. Em 145 a.C., no entanto, Aristarco foi envolvido em uma disputa dinástica, em que ele apoiou Ptolemeu VII Novo Filópator como o governante do Egito. Ptolemeu VII foi assassinado e sucedido por Ptolemeu VIII Fiscão, que imediatamente puniu aqueles que haviam apoiado o seu antecessor, forçando Aristarco a fugir do Egito e se refugiar na ilha de Chipre. Em seguida, Ptolemeu VIII expulsou outros estudiosos estrangeiros de Alexandria, que dispersaram-se pelo Mediterrâneo Oriental.

## Declínio

### As expulsões de Ptolemeu VIII

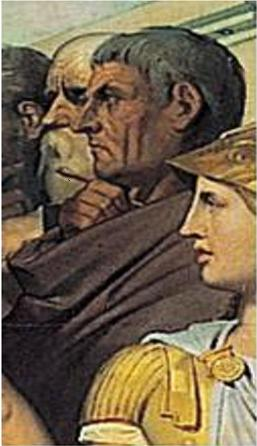
Aristarco da Samotrácia, o sexto bibliotecário-chefe, foi um dos maiores eruditos da Antiguidade

A expulsão dos estudiosos de Alexandria por Ptolemeu VIII foi parte de um fenômeno mais amplo de perseguição à classe dominante de Alexandria, e levou a uma diáspora da erudição helenística. Os estudiosos da Biblioteca de Alexandria, e seus alunos, continuaram a conduzir pesquisas e escrever tratados, mas em sua maioria não mais em associação com a Biblioteca, dispersando-se primeiro pelo Mediterrâneo oriental e mais tarde também pelo Mediterrâneo ocidental. Um estudante de Aristarco, Dionísio, o Trácio (c. 170–90 a.C.) estabeleceu uma escola na ilha grega de Rodes. Dionísio da Trácia escreveu o primeiro livro sobre gramática grega, um guia sucinto que permitia falar e escrever com clareza e eficácia. Os romanos basearam seus escritos gramaticais nesse livro, que permaneceu o principal manual de gramática para estudantes de grego até o século XII e, em pleno século XXI, continua servindo de base para guias gramaticais de muitos idiomas. Outro dos discípulos de Aristarco, Apolodoro de Atenas (c. 180–110 a.C.), mudou-se para a maior rival de Alexandria como centro irradiador da cultura grega, Pérgamo, onde ensinou e conduziu pesquisas. Essa diáspora levou o historiador Meneclés de Barca a comentar com sarcasmo que Alexandria havia se tornado professora tanto de gregos quanto de bárbaros.
Em Alexandria, a partir de meados do século II a.C. o domínio ptolemaico no Egito conheceu crescente instabilidade. Confrontados com uma progressiva inquietação social e outros grandes problemas políticos e econômicos, os governantes ptolemaicos posteriores não dedicaram à Biblioteca e ao Mouseion a mesma atenção dos seus antecessores. O prestígio da Biblioteca e de seu bibliotecário-chefe diminuíram, ao passo que os Ptolemeus passaram a usar a posição de bibliotecário-chefe como recompensa política para seus partidários mais devotados. Por exemplo, Ptolemeu VIII nomeou como bibliotecário-chefe um homem chamado Cidas, descrito como um lanceiro e possivelmente um de seus guardas palacianos; e Ptolemeu IX, que governou de 88 a 81 a.C., pode ter dado a posição a um de seus apoiadores políticos. Por fim, o cargo de bibliotecário-chefe perdeu tanto do seu antigo prestígio que até mesmo os autores da época se desinteressaram em registrar os nomes e mandatos de seus ocupantes.

### Incêndio acidental por Julio César
Em 48 a.C., durante a Segunda Guerra Civil da República Romana, Júlio César foi sitiado em Alexandria, e seus soldados atearam fogo a seus próprios navios, buscando bloquear a frota pertencente ao irmão de Cleópatra, Ptolemeu XIV. Esse fogo se espalhou para as partes da cidade mais próximas às docas, causando considerável devastação. No século I, o dramaturgo e filósofo estoico Sêneca citou o Ab Urbe condita libri de Tito Lívio, escrito no último quarto do século II a.C., dizendo que o incêndio iniciado por César destruiu quarenta mil obras da Biblioteca de Alexandria. O platônico Plutarco escreve em Vida de César que, "quando o inimigo tentou cortar a sua comunicação por mar, ele [César] foi forçado a desviar esse perigo ao pôr fogo em seus próprios navios, que, depois de queimar as docas, daí se espalhou e destruiu a grande biblioteca". Contudo, o historiador romano Dião Cássio escreveu que "dentre outros lugares, os estaleiros e armazéns de grãos foram queimados, e também os de livros, que eram, segundo dizem, numerosos e da melhor qualidade".

Estudiosos têm interpretado esse texto de Dião Cássio como indicando que o fogo realmente não destruiu toda a biblioteca, mas provavelmente apenas um armazém localizado nas imediações das docas, que segundo Galeno era utilizado para abrigar rolos de papiro, provavelmente até que fossem catalogados e adicionados ao acervo da Biblioteca. De fato, isso é o que em geral se depreende das fontes cronologicamente mais próximas do incêndio e, qualquer que tenha sido a devastação que o fogo de César possa ter causado, parece claro que a Biblioteca não foi completamente destruída. O geógrafo Estrabão menciona ter frequentado a Biblioteca entre 25 e 20 a.C., pouco mais de duas décadas após o cerco de César, e nem mesmo menciona sinais do incêndio, indicando que ela sobreviveu com poucos danos ou foi reconstruída logo em seguida. No entanto, os comentários de Estrabão a respeito do Museu indicam que ele não era nem de longe tão prestigioso como havia sido alguns séculos antes.

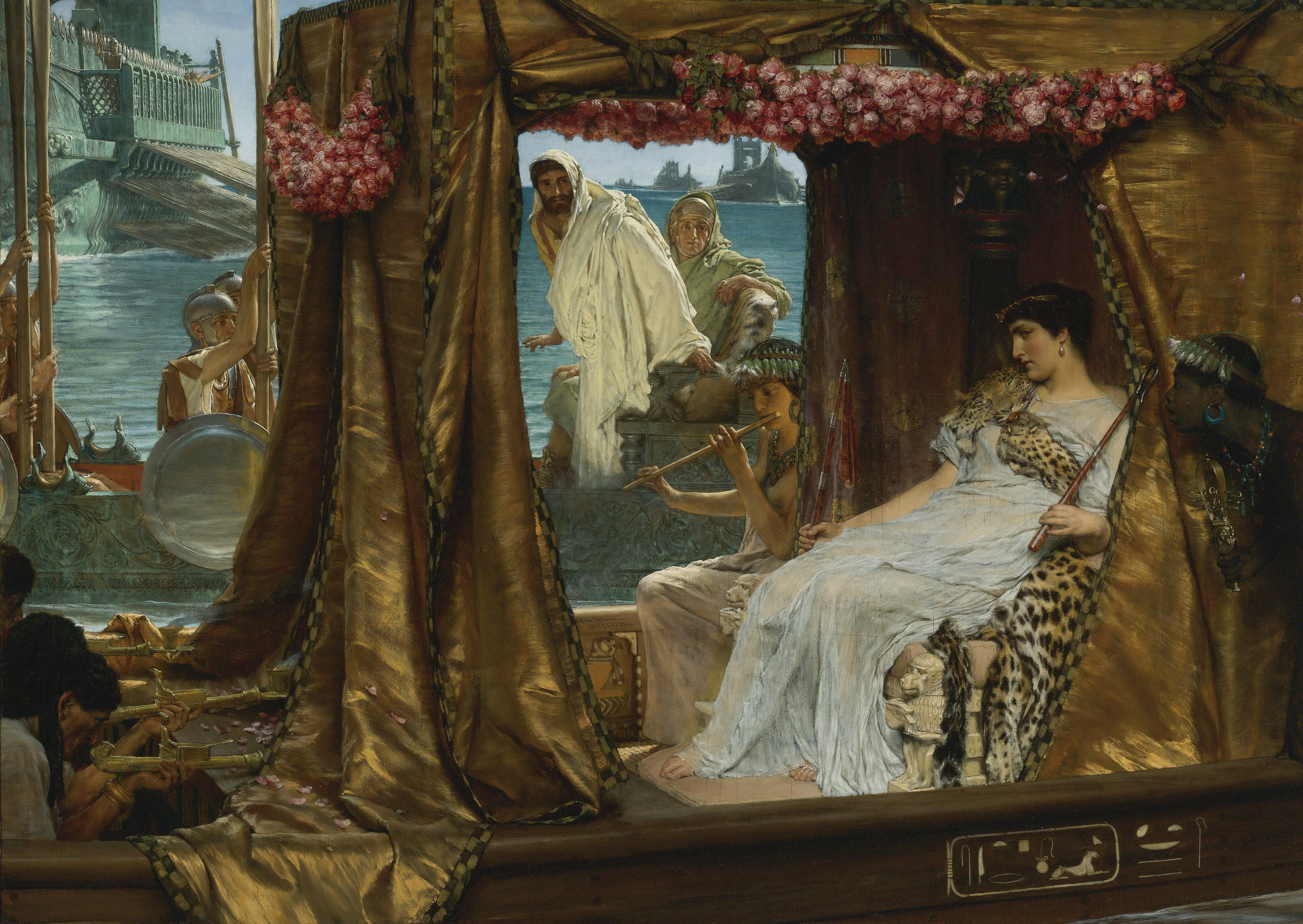
Há registros de que Marco Antônio teria presenteado Cleópatra com a doação de todos os duzentos mil volumes da Biblioteca de Pérgamo à Biblioteca de Alexandria

Segundo Plutarco registra em seu Vida de Marco Antônio, nos anos que antecederam a Batalha de Áccio, em 33 a.C., havia rumores de que Marco Antônio presenteara Cleópatra com todos os duzentos mil volumes na Biblioteca de Pérgamo, que teriam sido adicionados ao acervo da Biblioteca de Alexandria. Contudo, o próprio Plutarco observa que sua fonte para essa anedota podia não ser confiável, e é possível que ela seja mera propaganda, destinada a mostrar que Marco Antônio era leal a Cleópatra e ao Egito, e não a Roma. Outros consideram que a doação de Marco Antônio pode ter buscado reabastecer a coleção da Biblioteca após o dano causado pelo incêndio de César, que ocorrera cerca de quinze anos antes. Em todo caso, autores contemporâneos argumentam que, mesmo que a história fosse inventada, ela não teria sido crível a menos que a Biblioteca ainda existisse.
Outra evidência da sobrevivência da Biblioteca depois de 48 a.C. vem do fato de o mais notável produtor de comentários do início do século I a.C. ter sido um estudioso que trabalhou em Alexandria, chamado Dídimo Calcêntero, cujo epíteto significa tripas de bronze (em grego clássico: Χαλκέντερος; romaniz.: Calkénteros), em referência à sua incansável disposição para pesquisar e escrever. Diz-se que Dídimo produziu algo entre três e quatro mil obras, fazendo dele o escritor mais prolífico de toda a Antiguidade. Ele também recebeu o apelido de Esquece-Livros (em grego clássico: βιβλιολάθης; romaniz.: Biblioláthes), porque se dizia que nem mesmo ele conseguia se lembrar de todos as obras que havia escrito. Partes dos comentários de Dídimo foram preservadas em citações posteriores, e esses trechos estão entre as mais importantes fontes de informação dos estudiosos contemporâneos a respeito das obras dos estudiosos anteriores da Biblioteca de Alexandria. A prodigiosa produção acadêmica de Dídimo teria sido impossível sem pelo menos uma boa parte dos recursos da Biblioteca à sua disposição.

## Período romano e provável destruição

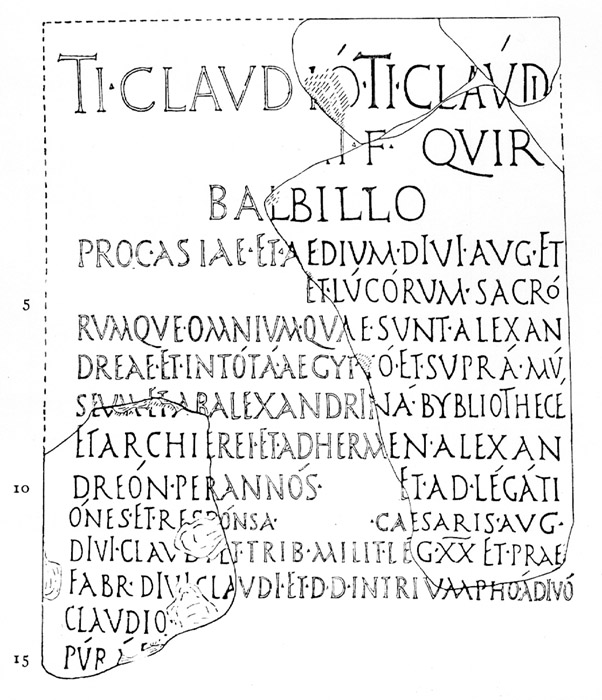
Documento romano a respeito de Tibério Cláudio Balbilo, que cita a Biblioteca como ainda existindo à época (56 d.C.).

Sabe-se muito pouco sobre a Biblioteca de Alexandria sob o Principado Romano. Aparentemente Augusto manteve a tradição de nomear o sacerdote responsável pela Biblioteca, e Cláudio teria mandado aumentar a construção que a abrigava. Suetônio, no início do século II, escreveu que Domiciano, buscando reabastecer as bibliotecas romanas, mandou comprar e transcrever livros, que depois tiveram seus conteúdos verificados na Biblioteca de Alexandria.
Contudo, aparentemente a sorte da Biblioteca esteve ligada à da própria cidade de Alexandria. Depois que ela foi incorporada ao domínio romano, seu prestígio diminuiu gradualmente e o mesmo ocorreu com o da sua famosa biblioteca. Enquanto o Mouseion continuou a existir, a adesão a ele passou a ser concedida não com base em méritos acadêmicos, mas sim com base na distinção no governo, nas forças armadas ou mesmo no atletismo.
O mesmo se deu em relação ao cargo de bibliotecário-chefe, e o único bibliotecário-chefe conhecido dessa época foi um homem chamado Tibério Cláudio Balbilo, que era um importante político, administrador e astrólogo, mas sem registro de realizações acadêmicas substanciais. Os membros do Mouseion não precisavam mais ensinar, conduzir pesquisas ou mesmo morar em Alexandria. O escritor grego Filóstrato registrou que o imperador Adriano, que governou de 117 a 138, nomeou os sofistas Dionísio de Mileto e Polemon de Laodiceia como membros do Mouseion, embora eles jamais tenham passado uma quantidade significativa de tempo em Alexandria.
É verdade que a Biblioteca e o Mouseion continuaram a produzir conhecimento, e um exemplo disso pode ser visto nos trabalhos de Cláudio Ptolemeu, que viveu em Alexandria nessa época e supõe-se tenha passado grande parte do seu tempo trabalhado e pesquisando na Biblioteca; e de Galeno, Heron de Alexandria e Papo de Alexandria. Mas inegavelmente a sua reputação acadêmica vinha diminuindo, enquanto aumentavam as reputações de outras bibliotecas ao redor do Mar Mediterrâneo. Outras bibliotecas também surgiram dentro da própria cidade de Alexandria, e os volumes da grande Biblioteca podem ter sido transferidos para algumas dessas bibliotecas menores. O Caesareum e o Claudianum em Alexandria são conhecidos por terem abrigado bibliotecas importantes até o final do século I a.C., e a "biblioteca-filha" do Serapeu provavelmente também se expandiu durante esse período.
Além disso, no século II a.C. Roma tornou-se menos dependente da produção agrícola egípcia, e durante esse período os romanos também tinham menos interesse em Alexandria como centro cultural. Assim, a reputação da Biblioteca continuou a declinar à medida que Alexandria tornava-se uma mera cidade provinciana. Os estudiosos que trabalharam e estudaram na Biblioteca de Alexandria durante o período romano eram menos conhecidos do que os que estudaram lá durante o período ptolemaico e, por fim, a palavra "alexandrino" passou a ser sinônimo de edição de textos, correção de erros textuais e escrita de comentários sintetizados a partir de estudiosos anteriores; em outras palavras, esse termo assumiu conotações de pedantismo, monotonia e falta de originalidade. Talvez o último cientista notável a ter pesquisado na Biblioteca e no Mouseion tenha sido o matemático Diofanto de Alexandria, considerado um dos pais da álgebra.
Por fim, tudo indica que uma sucessão de episódios violentos, ao longo do século III, levaria ao fim a já debilitada Biblioteca. Como parte de represálias à resistência oferecida por Alexandria ao domínio romano, no ano 215 o imperador romano Caracala aboliu o financiamento do Mouseion e dos membros da sua comunidade. É possível que essa instituição e a sua biblioteca tenham sobrevivido por algum tempo, mas certamente com precariedade e sem inspirar novos pesquisadores importantes a juntarem-se a elas. Como resultado disso, as últimas referências conhecidas a respeito de membros do Mouseion datam da década de 260. No ano 272 o imperador Aureliano lutou para recapturar a cidade de Alexandria das forças da rainha Zenóbia, do Império de Palmira. Durante os combates, as forças romanas destruíram completamente o bairro do Brucheion, em que a Biblioteca estava localizada, e se o Mouseion e a Biblioteca ainda existiam neste momento, eles quase certamente foram destruídos durante o ataque. Mesmo que eles tenham sobrevivido, neste caso em situação muito debilitada, o que sobrou deles seguramente foi destruído durante o saque de Alexandria pelas tropas de Diocleciano, pouco mais de duas décadas depois.

## Outras teorias sobre a sua destruição

### A destruição do Serapeu

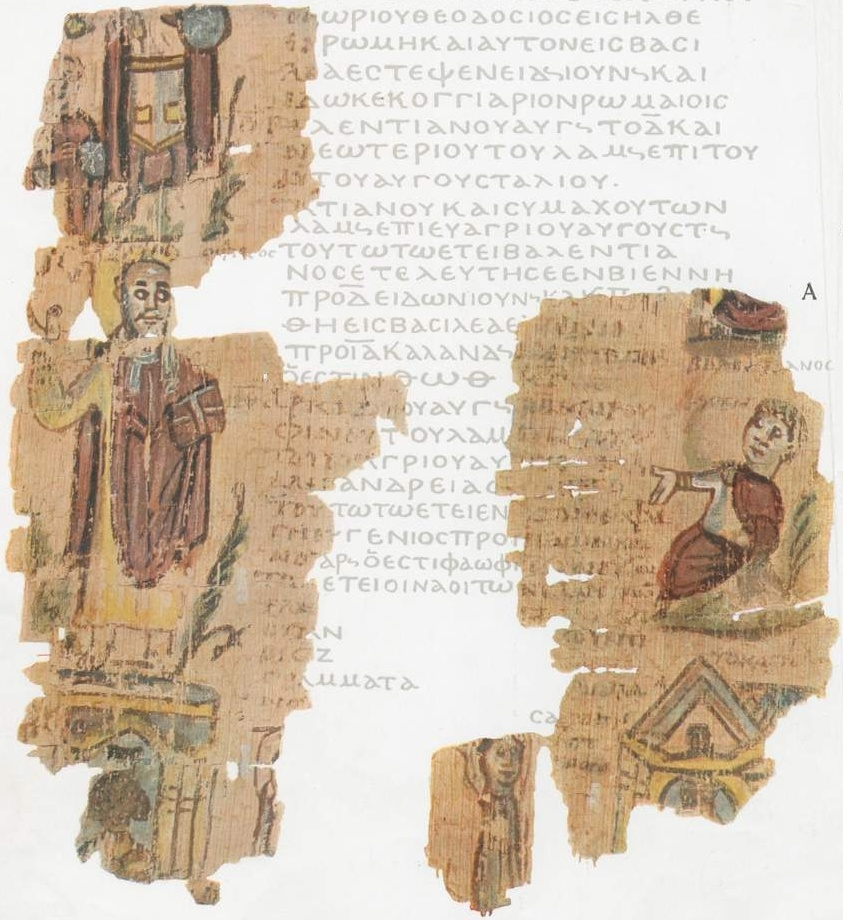
Um triunfante papa, de Bíblia em punho, acima do Serapeu destruído (Papiro Golenischev, século V)

No final do século I a.C., o Serapeu ainda era um importante local de peregrinação de pagãos, e a sua biblioteca era provavelmente a maior coleção de livros da cidade de Alexandria. Além de possuir a maior biblioteca da cidade, o Serapeu continuou sendo um templo em pleno funcionamento e tinha salas de aula para que filósofos ensinassem. Naturalmente, ele tendeu a atrair seguidores do neoplatonismo, notadamente de sua vertente jamblicista. A maioria desses filósofos estava interessada principalmente na teurgia, o estudo dos rituais cultuais e das práticas religiosas esotéricas e, por exemplo, Damáscio (c. 458-538 a.C.) registra que um homem chamado Olimpo veio da Cilícia para lecionar no Serapeu, onde ensinava aos seus alunos "as regras do culto divino e das práticas religiosas antigas".
Em 391 a.C., um grupo de construtores cristãos descobriu os restos de um antigo mitreu em Alexandria. Eles entregaram alguns dos objetos de culto encontrados ao papa copta local, Teófilo I de Alexandria, que providenciou para que esses objetos desfilassem pelas ruas e fossem ridicularizados. Os não cristãos de Alexandria ficaram indignados com esse ato de profanação, incluindo os professores do Serapeu que ensinavam filosofia neoplatônica e teurgia, que pegaram em armas e lideraram seus estudantes e outros seguidores em um ataque à população cristã de Alexandria. Em retaliação, os cristãos, sob as ordens por Teófilo, vandalizaram e demoliram o Serapeu. A noção de que a Biblioteca de Alexandria teria sido destruída nessa ocasião ocupou longamente a atenção dos historiadores do passado, mas mais recentemente ela se encontra em descrédito. Nenhum dos relatos da destruição de Serapeu menciona algo sobre uma biblioteca, e fontes anteriores falam de sua coleção de manuscritos no tempo passado, indicando que no momento de sua destruição ele provavelmente já não possuía uma biblioteca significativa.

### A escola de Téon e Hipátia

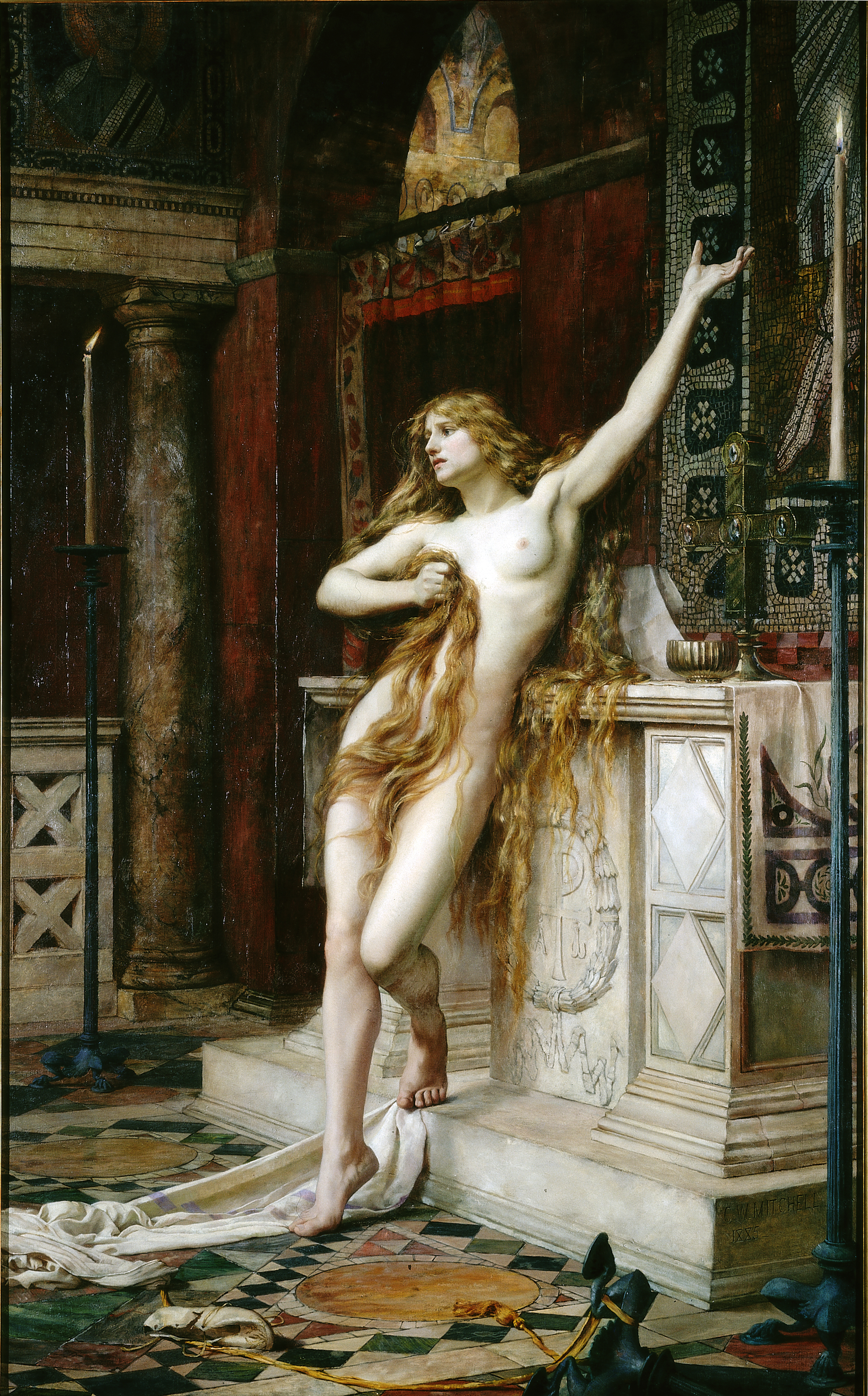
Hipátia e seu pai, Téon, chefiaram uma escola chamada Museu, mas que não tinha ligações com o Museu de Alexandria

Referências dispersas indicam que em algum momento do século IV a.C. uma instituição conhecida como "Museu" pode ter sido estabelecida em um local diferente de Alexandria. Ela pode ter possuído alguns recursos bibliográficos, mas, quaisquer que tenham sido, eles claramente não eram comparáveis aos do seu antecessor. Uma dessas fontes, a Suda, uma enciclopédia bizantina do século X, refere-se ao matemático Téon de Alexandria (c. 335-405) como o "homem do Museu", em referência à escola que ele dirigia na cidade. Mas embora essa escola fosse chamada "Museu" em referência ao museu helenístico que uma vez incluiu a Biblioteca de Alexandria, ela não tinha qualquer conexão importante com ele.
A escola de Téon era elitista, altamente prestigiosa e doutrinariamente conservadora. Nem Téon nem sua filha, Hipátia, parecem ter tido qualquer ligação com os militantes neoplatônicos que ensinavam no Serapeu. Em vez disso, Téon parece ter rejeitado os ensinamentos de Jâmblico, e pode ter se orgulhado em ensinar um neoplatonismo mais conservador. Por volta do ano 400, Hipátia o sucedeu como chefe da escola. Como seu pai, ela rejeitou os ensinamentos de Jâmblico, adotando o neoplatonismo original formulado por Plotino.
Hipátia era muito popular junto ao povo de Alexandria, e exercia profunda influência política. Teófilo, o mesmo bispo que ordenara a destruição do Serapeu, tolerou a escola de Hipátia e até encorajou dois de seus alunos a se tornarem bispos em territórios sob sua autoridade. Ele também evitou confrontar as estruturas políticas de Alexandria, e não levantou objeções aos laços estreitos que Hipátia estabeleceu com os prefeitos romanos locais. Contudo, mais tarde Hipátia foi implicada em uma disputa política entre Orestes, o prefeito romano de Alexandria, e Cirilo de Alexandria, sucessor de Teófilo como papa. Rumores se espalharam acusando-a de impedir que Orestes se reconciliasse com Cirilo e, em março de 415, ela foi assassinada por uma multidão de cristãos liderada por monges. Hipátia não deixou sucessores, e o seu "Museu" fechou as portas após a sua morte.

### Destruição pelo Califa Omar
Hipátia não foi a última pagã de Alexandria ou a última filósofa neoplatônica, e ambas as coisas sobreviveram em Alexandria e no Mediterrâneo oriental por séculos após sua morte. Novas salas de aula foram construídas em Alexandria logo após a morte de Hipátia, indicando que a filosofia ainda era ensinada nas escolas locais, e escritores do final do século V, como Zacarias Retórico e Enéas de Gaza, falam de um "Museu" como ocupando algum tipo de espaço físico na cidade. Arqueólogos identificaram salas de aula que datam desse período, localizadas perto mas não no local do Museu ptolemaico, e que podem ter pertencido ao "Museu" ao qual esses autores se referem.
É possível que esse novo "Museu" seja o objeto da história amplamente difundida de que a Biblioteca de Alexandria teria sido incendiada no ano 640 d.C., quando Alexandria foi capturada pelo exército muçulmano de Anre ibne Alas. Fontes arábicas posteriores descreveram a destruição da Biblioteca por ordens do Califa Omar, e no século XIII Bar Hebreu escreveu que Omar teria dado ordens nesse sentido a João Filopono dizendo que "se esses livros gregos estão de acordo com o Alcorão, não precisamos deles e eles não carecem ser preservados; e se eles se opõem ao Alcorão, é preciso destruí-los". Contudo, já no século XVIII o historiador Edward Gibbon, em seu A História do Declínio e Queda do Império Romano, duvidava da veracidade dessa história, e estudiosos posteriores têm sido igualmente céticos em relação a ela, devido às contradições nas poucas fontes históricas conhecidas a seu respeito, ao espaço de tempo de pelo menos quinhentos anos entre a suposta destruição e as primeiras dessas fontes, e às motivações políticas de seus autores.

## Acervo
Sabe-se que inicialmente a coleção da Biblioteca de Alexandria era constituída de rolos de papiro, mas posteriormente códices foram adicionados a ela. Contudo, a Biblioteca nunca foi referenciada como tendo incluído volumes em pergaminho, talvez por causa das fortes ligações de Alexandria com a produção e o comércio de papiro. A Biblioteca de Alexandria, contudo, teve um papel significativo na difusão da escrita nesse novo material, pois, devido ao seu consumo colossal de papiro, pouco dele era exportado. Notadamente, especula-se que Ptolemeu V Epifânio, ciumento da expansão da Biblioteca de Pérgamo, teria decretado uma proibição da exportação de papiro, como forma de reduzir o aumento dessa biblioteca rival. Por um motivo ou por outro, a escassez de papiro alexandrino parece ter ensejado a necessidade de uma fonte alternativa de material de cópia, sobretudo em grandes centros de produção cultural como Pérgamo. Não por acaso, essa cidade emprestou seu nome à tecnologia que viria a substituir o papiro, o pergaminho.
O índice da Biblioteca, os Pínakes de Calímaco, sobreviveram apenas na forma de alguns fragmentos, e não é possível saber com certeza quão grande e quão diversa a coleção pode ter sido. No século XII, João Tzetzes escreveu, presumivelmente com base em comentários de pesquisadores que trabalharam na Biblioteca, que quando os Pínakes foram elaborados eles listavam quatrocentos e noventa mil volumes armazenados na Biblioteca e quarenta mil volumes na biblioteca do Serapeu. Além disso, se é verdadeira a história de que Marco Antônio doou à Biblioteca os duzentos mil volumes provenientes de Pérgamo, especula-se que no século I a.C. a Biblioteca teria contado com cerca de setecentos mil volumes, que é o número mencionado por Aulo Gélio no século II. Contudo, o cálculo do acervo da Biblioteca envolve outros questionamentos além do número de volumes nele contido, e que concernem por exemplo quantas obras estariam incluídas nesses números, visto que a Biblioteca continha numerosas cópias de certas obras clássicas; uma mesma obra podia ocupar diversos rolos de pergaminho; e, inversamente, um mesmo rolo podia conter mais de uma obra. Pesquisadores que se debruçaram mais recentemente sobre a questão estimam que, na época de Calímaco, a Biblioteca teria contado com algo entre trinta mil e cem mil volumes. Dado o custo dos manuscritos e sua raridade nessa época, mesmo o menor desses números constituiria uma coleção formidável, pelo menos duas vezes maior que a das maiores bibliotecas do Império Romano.
Assim como a questão do cálculo de volumes que compunham o acervo da Biblioteca, a questão de quais obras o compunham também não beneficia de um consenso significativo e tentativas de estimar o conteúdo desse acervo partem de referências esparsas e de suposições. Primeiramente, devido ao foco inicial da Biblioteca nas obras que formavam a base da educação helenística, supõe-se que ela contava com uma extensa coleção de trabalhos dos poetas e filósofos gregos da Antiguidade, muito provavelmente incluindo diversos trabalhos que não chegaram à contemporaneidade, de autores como Ésquilo (do qual apenas sete obras chegaram a nossos dias, de um total de noventa que se estima terem sido escritas); Sófocles (sete de mais de cem); Eurípides (dezenove de noventa e duas) e Aristófanes (doze de quarenta).
Em segundo lugar, também se supõe que a Biblioteca tenha sido o principal repositório de obras dos autores que nela trabalharam, sobretudo Calímaco e seus bibliotecários-chefes. Isso inclui, por exemplo, a obra em que Aristarco de Samos conclui que a Terra orbita o Sol, conhecimento esse que permaneceria perdido até sua redescoberta por Nicolau Copérnico e Galileu Galilei; as obras em que o engenheiro Heron de Alexandria estabelece as bases para a criação de turbinas e motores, antecipando-se em alguns casos até a Idade Moderna; as primeiras obras sobre anatomia, de Herófilo, nas quais ele diverge da tradição aristotélica, afirmando que o cérebro seria o centro da inteligência, descreve os sistemas nervoso e digestivo e diferencia músculos de tendões e veias de artérias; e as primeiras obras sobre fisiologia, de Erasístrato, contendo descrições detalhadas do coração humano, incluindo suas válvulas e seu funcionamento, e do sistema circulatório visível a olho nu.
Por fim, fontes históricas sugerem que a Biblioteca tinha a maior parte das obras de Hiparco, fundador da trigonometria e possivelmente o maior astrônomo da Antiguidade; a maior parte das obras a respeito de Hipócrates e todo o Corpus Hippocraticum original, que nela foi elaborado; volumes integrais do léxico de instrumentos de Nicandro de Cólofon; volumes sobre a história da geometria e da aritmética de Eudemo de Rodes; obras precursoras no campo da balística, de Filão de Bizâncio; e numerosos volumes sobre engenharia, incluindo obras de Ctesíbio. Igualmente, há razões para se crer que a Biblioteca incluía em sua coleção muitos trabalhos sobre religião, notadamente as obras sagradas mais importantes da antiga religião egípcia, elaboradas por Manetão; obras completas de Hermipo de Esmirna sobre o zoroastrismo; obras de Beroso sobre a história e a religião da Babilônia; obras antigas sobre o budismo, provenientes das interações do Reino Ptolemaico com o rei indiano Asoka; e obras sobre o judaísmo, provenientes da ampla comunidade judaica de Alexandria, que incluía autores como Filão de Alexandria.

## Legado

### Arqueologia
Apesar de Alexandria ter sido uma cidade opulenta e um importante centro cultural da Antiguidade, tendo capturado a curiosidade de autores e estudiosos ao longo dos séculos, historicamente o seu patrimônio arqueológico foi relegado a um segundo plano por pesquisadores do período da Antiguidade Clássica, em benefício dos templos mais acessíveis da Grécia e dos complexos funerários ao longo do rio Nilo. Famosamente, após uma busca infrutífera na região no final do século XIX, o arqueólogo britânico D. G. Hogarth teria dito que "não há o que se esperar de Alexandria", e teria publicamente recomendado a seus colegas que esquecessem Alexandria para concentrarem-se na Grécia e na Anatólia.
Esse cenário começou a mudar em meados do século XX. Nos anos 1950, a arqueóloga subaquática Honor Frost esteve convencida de que vestígios do grande Farol de Alexandria encontravam-se espalhados no leito oceânico ao redor da Cidadela de Qaitbay, e, no contexto da Guerra de 1967, comandou uma missão de reconhecimento da Unesco na área. Essa missão revelou que ao menos parte das ruínas do Farol e dos palácios de Alexandre e Ptolemeu I se encontravam na região. Apesar dessa constatação, não foram levados a cabo trabalhos mais precisos de levantamento do patrimônio local.
Nos anos 1990, obras do governo egípcio que buscavam diminuir a erosão do leito marinho local levaram a um aumento das preocupações com os objetos históricos que nele se encontravam. Durante as filmagens de um documentário, o arqueólogo Jean-Yves Empereur observou enormes blocos de pedra, colunas e estátuas nas águas do antigo porto. Com o apoio dos governos do Egito e da França, entre 1994 e 1998 foram realizados extensos trabalhos de coleta e catalogação de objetos no local. Esses esforços levaram à catalogação de mais de três mil objetos e em 2007 havia outros dois mil aguardando registro. Em particular, foram descobertos enormes blocos cilíndricos de pedra, certamente pertencentes ao Farol; colunas e esculturas que adornavam essa estrutura; estátuas e peças que decoravam os palácios da dinastia ptolemaica (incluindo algumas do reinado de Ramessés II); enormes estátuas (algumas com mais de doze metros), cinco obeliscos e trinta esfinges. Ao mesmo tempo, o arqueólogo Franck Goddio mapeou parte da antiga Alexandria, afundada abaixo do nível do mar, e lançou luz sobre o que provavelmente era o palácio de Cleópatra na Ilha de Antirodes.
Apesar desses esforços, até as primeiras décadas do século XXI não foram anunciadas descobertas arqueológicas relacionadas diretamente à Biblioteca de Alexandria. Isso ocorre principalmente porque a sua localização exata na região palaciana permanece desconhecida.

### A Bibliotheca Alexandrina
A ideia de reviver a antiga Biblioteca de Alexandria na era contemporânea foi proposta pela primeira vez em 1974, durante o mandato de Nabil Lotfy Dowidar como presidente da Universidade de Alexandria. Em maio de 1986, o governo egípcio solicitou que o Conselho Executivo da Unesco autorizasse esse organismo intergovernamental a realizar um estudo de viabilidade para o projeto. Isso marcou o início do envolvimento da Unesco e da comunidade internacional na tentativa de concretizar a sua construção. A partir de 1988, a Unesco e o Programa das Nações Unidas para o Desenvolvimento organizaram uma competição internacional de arquitetura, a fim de selecionar um projeto para a nova biblioteca. O governo egípcio destinou quatro hectares de terra à sua construção e estabeleceu o Alto Comissariado Nacional para a Biblioteca de Alexandria. O presidente egípcio Hosni Mubarak envolveu-se pessoalmente no projeto, e isso contribuiu grandemente para o seu avanço. Concluída em 2002, a Bibliotheca Alexandrina é a maior do Egito e referência no Norte da África. Ela funciona como uma moderna biblioteca e centro cultural e, em consonância com a missão da Biblioteca de Alexandria da Antiguidade, também abriga a Escola Internacional de Ciência da Informação, uma instituição cujo objetivo é formar profissionais para bibliotecas do Egito e de outros países do Oriente Médio.

### Na cultura e nas ciências
Mesmo em sua época, a Biblioteca de Alexandria exercitou o interesse de um amplo público, tornando sua cidade-sede o principal centro da intelectualidade helenística e contribuindo para valorizar o conhecimento armazenado em volumes escritos e encorajar iniciativas buscando preservá-lo e difundi-lo. Como já se colocou, a Biblioteca ajudou a reforçar uma tradição que considera a palavra escrita "uma dádiva do passado e um legado para o futuro". Mas ela também foi mais do que um famoso repositório de textos, e ofereceu "oportunidades até então inéditas para a erudição e a pesquisa científica", ao disponibilizar as ferramentas básicas para a produção do conhecimento. Não por acaso, seu modelo de "biblioteca de pesquisa" exerceu duradoura influência e espalhou-se por todo o mundo helenístico, incluindo Antioquia, Cesareia e Constantinopla, que teriam papel importante na preservação da cultura grega no seio do Império Bizantino. No final do período helenístico, quase todas as grandes cidades do Mediterrâneo Oriental tinham uma biblioteca pública desse tipo, e o mesmo se dava em muitas cidades de tamanho médio. Durante o período romano o número de bibliotecas apenas aumentou, e no século I a.C. a própria cidade de Roma contava com pelo menos duas dúzias de bibliotecas públicas. Na Antiguidade tardia, à medida que o Império Romano se cristianizou, bibliotecas cristãs, modeladas diretamente na Biblioteca de Alexandria e em outras grandes bibliotecas pagãs, foram fundadas em toda a parte oriental do Império, onde se falava a língua grega.

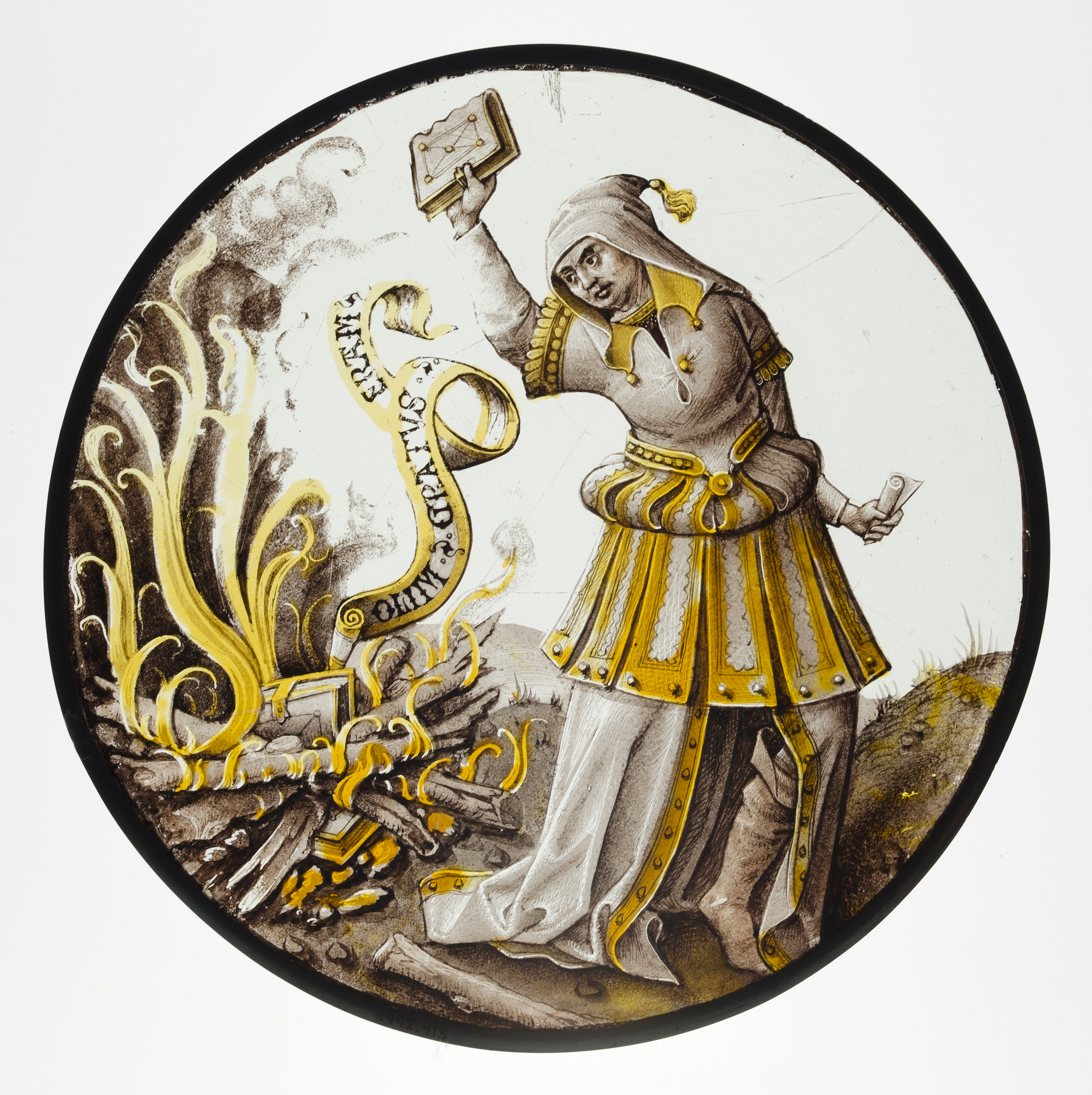
Os sucessivos ataques à Biblioteca teriam incutido um duradouro "sentimento de incalculável perda cultural", e feito dela um importante símbolo da fragilidade do ideal de preservação do conhecimento, sobretudo diante do supremacismo religioso. (Queima de livros, vitral do século XVI)

A Biblioteca também exerceu um profundo e duradouro impacto em diversos ramos do conhecimento. Ainda em seus primeiros séculos de existência ela tornou-se famosa pelo estabelecimento de textos padronizados para as obras dos autores clássicos gregos, em um contexto de múltiplas cópias com conteúdo dessemelhantes, e por séculos ela foi um centro de referência no estabelecimento de padrões editoriais para obras de poesia e prosa, que mais tarde seriam aplicados a incontáveis obras de diferentes ciências e autores. Em particular, os padrões empíricos desenvolvidos na biblioteca tornaram-na um dos primeiros e certamente mais importantes centros de crítica textual, que além do mais tornou essa atividade rentável e passível de contribuir para seu próprio financiamento. Como frequentemente existiam várias versões diferentes de uma mesma obra, a crítica textual comparativa desempenhava um papel crucial na apuração da veracidade e precisão de cada cópia, e na identificação daquelas que mais se aproximavam dos originais. Uma vez identificadas as cópias mais precisas, elas eram reproduzidas e então vendidas a eruditos, reis e bibliófilos ricos de todo o mundo conhecido. Além disso, os intelectuais da biblioteca e do Mouseion tiveram um papel proeminente em diversas outras artes e nas ciências, e sua influência estendeu-se para além dos membros da própria escola alexandrina. Se de um lado acadêmicos como Calímaco, Apolônio de Rodes e Teócrito estiveram entre os poetas mais influentes de toda a Antiguidade e realizaram contribuições permanentes à literatura, de outro lado numerosos acadêmicos da biblioteca tiveram papéis significativos no estabelecimento de modelos e teorias em matemática, geografia, astronomia, engenharia, medicina, gramática, filosofia e outras ciências, que influenciaram gerações posteriores de estudiosos e muitas vezes seguiram inalterados por séculos. De fato, em alguns casos as teorias e modelos produzidos em Alexandria permaneceram incontroversos até a Renascença.
Ademais, já se conjecturou que os mitos em torno da destruição da biblioteca, respectivamente por pagãos, cristãos e muçulmanos, teriam contribuído duradouramente para a promoção do conhecimento, pois a imagem de seus tesouros literários em chamas inspiraria um "sentimento de incalculável perda cultural" mesmo muito tempo depois. Embora essa ideia tenha dividido opiniões, sem dúvida a Biblioteca de Alexandria tem capturado a imaginação de sucessivas gerações e enquanto símbolo incorpora algumas das mais importantes aspirações humanas: além de uma antecessora das universidades, ela tem sido descrita como o arquétipo fundamental da biblioteca universal, do ideal de preservação do conhecimento, e da fragilidade desse ideal, sobretudo diante do supremacismo religioso.
Contudo, o principal legado a longo termo da biblioteca aparenta residir no fato de que, junto com o Mouseion, ela contribuiu para estabelecer a pesquisa acadêmica como uma atividade legítima e afastá-la de correntes de pensamento específicas, mostrando que ela, além de um exercício teórico capaz de oferecer respostas a questões abstratas, também pode servir às questões mundanas e às necessidades materiais das sociedades e dos governos. Como já se colocou, não é exagerado dizer que, na biblioteca e no Mouseion, pela primeira vez princípios do método científico tenham sido aplicados a diversos ramos da ciência, e que o espírito crítico dos pesquisadores alexandrinos - para quem nenhum autor estava acima da verificação empírica de seus argumentos - teve implicações de muito longo prazo. Com a ressalva de que o papel da biblioteca e das demais instituições alexandrinas deve ser compreendido à luz do seu próprio contexto histórico e cultural, pode-se dizer que, sob a dinastia de Ptolomeu, talvez pela primeira vez a ciência deixou de ser um passatempo, para tornar-se um objetivo a ser fomentado e que justifica esforços de planejamento, institucionalização e continuidade.

## Representações nos meios de comunicação
Em numerosas ocasiões a Biblioteca de Alexandria e os eventos relacionados a ela têm sido referenciados em meios de comunicação. Exemplos notáveis incluem:
- A Biblioteca de Alexandria foi tema de documentários em ao menos duas ocasiões. O episódio The Lost Treasure of the Alexandria Library, parte da série Ancient Mysteries (exibida pelos canais americanos A&E e The Biography Channel), foi exibido em 1996 e tem como tema a biblioteca e sua destruição.[193] O mesmo tema seria evocado no episódio Library of Alexandria da série History's Mysteries do History Channel, exibido em 1999.[194] Além disso, a biblioteca é elemento importante de outros documentários. No episódio The Shores of the Cosmic Ocean da série Cosmos, em 1980, Carl Sagan trata longamente da biblioteca e do seu papel como símbolo da fragilidade do ideal de armazenamento do conhecimento,[195] e, da mesma forma, o episódio Unafraid of the Dark da série Cosmos: A Spacetime Odyssey começa com referências à biblioteca e à sua destruição, que teria ocasionado a perda de boa parte do conhecimento disponível à época.[196]
- O episódio do incêndio provocado pelas tropas de Júlio César, que supostamente teria destruído a biblioteca, é evocado em numerosas obras artísticas. Casos notáveis incluem o poema The Fall of Princes, de John Lydgate,[184] escrito entre 1431 e 1438; a ópera Giulio Cesare in Egitto, publicada por Georg Friedrich Händel em 1723;[197] o poema satírico The Dunciad, de Alexander Pope,[184] publicado pela primeira vez em 1728; e a peça teatral Caesar and Cleopatra, publicada por George Bernard Shaw[184] em 1898. Esse episódio também é representado no monumental filme americano Cleópatra, que entrou em cartaz em 1963.[198]
- A suposta destruição da biblioteca durante a conquista árabe é mencionada por Jorge Luis Borges em seu poema Historia de la Noche, de 1977, na forma do comando que o Califa Omar teria dado a João Filopono.[199] Em 2002, o astrofísico e escritor Jean-Pierre Luminet, em sua obra Le Bâton d'Euclide : Le roman de la bibliothèque d'Alexandrie, cita o mesmo episódio e retrata Filopono tentando dissuadir Omar.[200]
- Em sua obra O Nome da Rosa, Umberto Eco inspirou-se no imaginário em torno do incêndio da Biblioteca de Alexandria para descrever o incêndio da biblioteca da obra.[201]
- O enredo do videojogo Tomb Raider: The Last Revelation, lançado do ano 2000, inclui a descoberta de sítios arqueológicos em Alexandria, incluindo sua biblioteca e os aposentos de Demétrio de Faleros.[202]
- A suposta destruição da biblioteca pelos cristãos é retratada no filme Ágora, de 2009, que se concentra sobretudo em Hipátia mas tem como pano de fundo o Serapeu de Alexandria. No filme, Hipátia busca salvar manuscritos da biblioteca antes da destruição do Serapeu.[203]
- A biblioteca é cenário de parte do filme Alexandre, de 2004. Nele, Ptolemeu I é mostrado escrevendo suas memórias na biblioteca, e ao final do filme é mencionado que essas memórias teriam se perdido com a destruição da biblioteca.[204]